# Août 1945
Les événements concernant la Seconde Guerre mondiale sont détaillés dans l'article Août 1945 (Seconde Guerre mondiale).

## Événements
- De Gaulle est reçu à la Maison-Blanche par Harry Truman, alors président des États-Unis, après les bombardements nucléaires d'Hiroshima et Nagasaki.
- 2 août : fin de la  conférence de Potsdam[1].

- 6 août : 
  - après le rejet de l’ultimatum de Potsdam, un bombardier américain largue Little Boy, une bombe atomique à l'uranium sur Hiroshima - Bilan : 75 000 morts et 90 000 blessés sur une population de 250 000 personnes ; 
  - les Soviétiques reconnaissent le gouvernement de Bucarest tandis que les Anglo-Saxons veulent s’assurer de sa représentativité :
    - le roi Michel Ier de Roumanie tente de se débarrasser de Petru Groza à la fin de l'année en formant un nouveau gouvernement démocratique », incluant les partis libéral et paysan. Groza refuse de démissionner et le roi en appelle aux Alliés (coup d’État royal). Il se retire à Sinaia et refuse de signer les décrets du gouvernement ;

- 7 août : premier vol du prototype d'avion à réaction japonais Nakajima Kikka.

- 8 août : 
  - l'URSS déclare la guerre au Japon, elle va occuper Sakhaline, les îles Kouriles, et envahit la Mandchourie ;
  - statut du tribunal de Nuremberg[2].

- 9 août : une seconde bombe atomique, Fat Man, est larguée sur Nagasaki, faisant environ 38 000 morts.

- 10 août : révolution d'août. Appel à l’insurrection lancé par le comité de libération du peuple du Viêt Nam dirigé par Hô Chi Minh.

- 11 août (Indonésie) : Soekarno et Hatta sont investis d’un pouvoir à peu près discrétionnaire.

- 12 août : occupation de la Corée du Nord par les Soviétiques. L'URSS apporte son soutien à Kim Il-sung, rentré en Corée en septembre avec un groupe de partisans anti-japonais.

- 15 août : 
  - Le 14, la décision d'annoncer à la radio la capitulation sans condition du Japon est prise par l'empereur Hirohito et annoncée au Conseil impérial en fin de soirée. À 23h, 1000 soldats japonais attaquent le palais impérial pour empêcher la communication mais sont repoussés par la garde fidèle au souverain. L'annonce se fera dans la nuit du 15. Il demande dans son allocution l'arrêt des combats ; c'est la capitulation officieuse du Japon ;
  - Bảo Đại annonce l'annexion de la Cochinchine à son royaume.
  - un accord entre l’Union soviétique et la Chine nationaliste répartit leurs pouvoirs en Mandchourie ;
  - création en Birmanie de la Ligue anti-fasciste du peuple pour la liberté (LAFPL) dont le but est de lutter contre le Royaume-Uni. Le secrétaire général de cette ligue, Thakin Than Tun, est le beau-frère du président Aung San qui rompt avec le marxisme ;
  - discours de capitulation de l'empereur du Japon[3].

- 16 août : 
  - Georges Thierry d'Argenlieu est nommé Haut-commissaire de France et commandant en chef pour l'Indochine, qu'il rejoint fin octobre ;
  - premier discours à la Chambre des communes du nouveau premier ministre britannique Clement Attlee[4].

- 17 août : 
  - Soekarno et Hatta proclament l'indépendance de l'Indonésie vis-à-vis des Pays-Bas à Batavia qui retrouve son nom de Djakarta. Les Pays-Bas s'y opposent. Cette proclamation marque le début de la décolonisation, c’est le réveil du sud :
    - fin septembre, les forces britanniques débarquent sur les îles. Faute de troupes, les Britanniques confient aux Japonais le soin de maintenir l’ordre dans les régions où ils ne peuvent pas intervenir, mais à Java, les fonctionnaires japonais doivent céder la place à leurs adjoints indonésiens sous peine d’être abattus par la gendarmerie indonésienne. Les souverains locaux se rallient au gouvernement national qui a promis de respecter leur statut. Des entreprises hollandaises réquisitionnées par les japonais sont nationalisées. Une armée républicaine de volontaires s’organise. Mal équipée, peu expérimentée, elle est nombreuse et s’adapte vite à la guérilla. Le conflit éclate quand les Hollandais tentent de reprendre en main leur ancienne colonie. Tandis que les troupes néerlandaises débarquent et que Van Mook arrive à Djakarta, Soekarno demande leur retrait, la suppression de l’administration civile remise en place et la reconnaissance du gouvernement indonésien ;

  - première réunion à Mexico des Cortès espagnols en exil. La Junte d’union nationale et la Junte espagnole de libération se regroupent en un gouvernement en exil et se préparent à entrer en Espagne.

- 18 août : une Constitution est proclamée en Indonésie[5]. Soekarno devient président de la république d’Indonésie ; Hatta, vice-président.

- 19 août : prise du pouvoir par le Viêt-minh.

- 25 août : l'empereur du Viêt Nam Bảo Đại abdique et laisse le Viêt-minh entrer dans Hanoi et prendre le pouvoir.

- 28 août : les Alliés occupent le Japon (fin en 1952).

- 31 août, Canada : élection générale britanno-colombienne.

## Naissances
- 5 août : Loni Anderson, actrice américaine († 3 août 2025).
- 6 août : Frank Cassenti, scénariste et réalisateur français († 22 décembre 2023).
- 7 août : Caroline Cellier, actrice française († 15 décembre 2020).
- 11 août : Prawit Wongsuwan, homme politique thaïlandais et premier ministre depuis 2022.
- 12 août : Michel-Georges Micberth, écrivain et éditeur français.
- 13 août : Daniel Bourquin dit « Nunusse », saxophoniste suisse.
- 15 août :
  - Alain Juppé, homme politique français, ancien Premier ministre et maire de Bordeaux ;
  - Khaleda Zia, femme politique bengali, ancien premier ministre du Bangladesh à deux reprises ;
  - Rosann Wowchuk, vice-Première ministre du Manitoba.
- 16 août : Sheila (Annie Chancel), chanteuse française.
- 17 août : Rachel Pollack, autrice américaine († 7 avril 2023).
- 18 août : Vince Melouney, musicien australien.
- 19 août : Ian Gillan, chanteur britannique du groupe de rock Deep Purple.
- 21 août : Claude Ancion, homme politique belge de langue française.
- 24 août : 
  - Vincent Kennedy McMahon, président de la WWE ;
  - Lillian Dyck, sénatrice.
- 26 août : Tom Ridge, homme politique américain.
- 31 août :
  - Itzhak Perlman, violoniste israélien ;
  - Leonid I. Popov, spationaute ukrainien ;
  - Van Morrison, auteur compositeur Nord-Irlandais.

## Décès
- 10 août : Robert Goddard, ingénieur et physicien américain.
- 24 août : Midori Naka, actrice japonaise (° 19 juin 1909).